# حكومة سيفي الأولى
حكومة سيفي الأولى هي أول حكومة جزائرية يرأسها مقداد سيفي ما بين 15 أبريل 1994 و27 نوفمبر 1995 في ظل رئاسة اليمين زروال للبلاد.

## أعضاء الحكومة
- رئيس الحكومة: مقداد سيفي
- وزير الدفاع: اليمين زروال
- وزير للشؤون الخارجية: محمد الصالح دمبري
- وزير الداخلية والجماعات المحلية والبيئة والإصلاح الإداري: عبد الرحمان مزيان الشريف
  - عوضه مصطفى بن منصور في 2 يوليو 1995
- وزير العدل: محمد تقية
  - عوضه محمد أدمي في 7 مارس 1995
- وزير المالية: أحمد بن بيتور
- وزير إعادة الهيكلة الصناعية والمشاركة: مراد بن أشنهو
- وزير الصناعة والطاقة: عمار مخلوفي
- وزير المجاهدين: سعيد عبادو
- وزير الاتصال: محمد بن عمر زرهوني
  - عوضه لمين بشيشي في 7 مارس 1995
- وزير التربية الوطنية: عمار صخري
- وزير التعليم العالي والبحث العلمي: أبو بكر بن بوزيد
- وزير الشؤون الدينية: ساسي لعموري
- وزير الفلاحة: نورالدين بحبوح
- وزير التجهيز: شريف رحماني
- وزير السكن: محمد مغلاوي
- وزير الصحة والسكان: يحيى قيدوم
- وزير الشباب والرياضة: سيد علي لبيب
  - تم تنحيته في 25 أكتوبر 1995
- وزير التكوين لمهني: حسان العسكري
- وزير الثقافة: سليمان شيخ
- وزير البريد والموصلات: الطاهر علان
- وزير العمل والشؤون الاجتماعية:محمد العيشوبي
- وزير الصناعة والمناجم: مختار محرزي
- وزير النقل: محند أرزقي ايسلي
- وزير الصناعة: أحمد بن بيتور
- وزير التجارة: ساسي عزيزة
- وزير المؤسسات الصغيرة والمتوسطة: رضا حمياني
- وزير السياحة والصناعة التقليدية: محمد بن سالم

- وزير منتدب لدى وزير المالية، مكلف للميزانية: علي براهيتي
- وزير منتدب لدى وزير الداخلية، مكلف بالجماعات المحلي والإصلاح الإداري: نور الدين قصد علي
- وزير منتدب للخزينة: بدر الدين نويوة (عين 3 أوت 1994)

- كاتب الدولة لدى وزير الشؤون الخارجية، مكلف بالتعاون والشؤون المغاربية: أحمد عطاف
- كاتبة الدولة لدى رئيس الحكومة، مكلفة بالتضامن الوطني والأسرة: ليلى عسلاوي
  - ناطقة رسمية باسم الحكومة ابتداءا من 3 أوت 1994[3]
  - عوضتها عائشة هنية سميشي في 20 مارس 1995

- مدير ديوان رئيس الحكومة:يوسف بغول في 12 أوت 1994[4]
- رئيس ديوان رئيس الحكومة:محمد الأمين مسايد في 12 أوت 1994[5]